# Серняви
Серняви (пол. Serniawy) — село в Польщі, у гміні Савин Холмського повіту Люблінського воєводства. Населення — 105 осіб (2011).

## Історія
За даними етнографічної експедиції 1869—1870 років під керівництвом Павла Чубинського, у селі здебільшого проживали греко-католики, які розмовляли українською мовою.
У 1975—1998 роках село належало до Холмського воєводства.

## Демографія
Демографічна структура станом на 31 березня 2011 року:
|          | Загалом | Допрацездатний вік | Працездатний вік | Постпрацездатний вік |
| -------- | ------- | ------------------ | ---------------- | -------------------- |
| Чоловіки | 58      | 9                  | 45               | 4                    |
| Жінки    | 47      | 7                  | 30               | 10                   |
| Разом    | 105     | 16                 | 75               | 14                   |